# 5-methylcytosin
5-Methylcytosin je organická sloučenina, methylovaná forma nukleové báze cytosinu, sloužící jako regulátor transkripce genů, i v několika dalších biologických dějích. Při methylování cytosinu se posloupnost DNA (pořadí nukleových bází) nemění, ale může se měnit exprese takto upraveného genu. 5-Methylcytosin je součástí nukleosidu 5-methylcytidinu.

## Objev
W. G. Ruppel v roce 1898 při pokusu o izolaci bakteriálního toxinu zodpovědného za tuberkulózu z Mycobacterium tuberculosis získal novou nukleovou kyselinu, kterou nazval kyselina tuberkulinová. Ukázalo se, že tato látka má neobvyklou strukturu, protože kromě thyminu, guaninu, a cytosinu, obsahuje také methylovaný nukleotid. V roce 1925, bylo detekováno malé množství methylovaného cytosinu jako produktu hydrolýzy kyseliny tuberkulinové kyselinou sírovou. Vydaný článek byl napadán, protože určení produktu bylo založeno pouze na optických vlastnostech krystalického pikrátu, a výsledky se nepodařilo zopakovat; v roce 1948 ale Rollin Douglas Hotchkiss potvrdil jeho existenci při separaci nukleových kyselin z telecího brzlíku pomocí papírové chromatografie, kde detekoval methylovaný cytosin, látku odlišnou od běžného cytosinu i uracilu.
Později byl methylcytosin nalezen také v mnoha molekulách RNA, kde ale jeho účel není znám.

## Funkce v organismech
Funkce 5-methylcytosinu mohou být různé:
- V bakteriích se 5-methylcytosin vyskytuje na řadě míst, často chrání DNA před štěpením restrikčními endonukleázami.
- U rostlin se objevuje v CpG, CpHpG a CpHpH (H = A, C nebo T).
- U hub a živočichů je 5-methylcytosin přítomen převážně v dinukleotidech. Většina eukaryot methyluje pouze malou část těchto míst, ale u obratlovců je methylováno 70-80 % CpG cytosinů. V buňkách savců se skupiny CpG na 5'-koncích genů označují jako CpG ostrovy.[10] 1 % veškeré savčí DNA je tvořeno 5mC.[11]

Zatímco samovolnou deaminací cytosinu vzniká uracil, který je rozpoznáván a odstraňován enzymy opravujícími DNA, tak deaminace 5-methylcytosinu vytváří thymin, přičemž tato změna cytosinu (C) na thymin (T) může vyvolat tranziční mutaci.
Aktivní enzymatická deaminace cytosinu nebo 5-methylcytosinu cytosindeaminázami ze skupiny APOBEC mohou být výhodné pro mnohé buněčné procesy a pro vývoj organismu. Vliv deaminace na 5-hydroxymethylcytosin není prozkoumán takto podrobně.

## V laboratořích
Deaminaci, odstranění skupiny NH2, 5-methylcytosinu na thymin lze provést například kyselinou dusitou; obdobně se provádí i deaminace cytosinu na uracil (U).

Deaminace 5-methylcytosinu na thymin

5-methylcytosin je odolný vůči deaminaci hydrogensiřičitany, které působí na nemethylovaný cytosin; této vlastnosti se využívá k analýze methylace cytosinu v DNA hydrogensiřičitanovým sekvencováním.

## Navazování a regulace pomocí DNMT u eukaryot
5mC se na genomovou DNA navazují působením DNA methyltransferáz (DNMT). U člověka se vyskytuje 5 druhů DNMT, DNMT1, DNMT2, DNMT3A, DNMT3B, a DNMT3L, řasy a houby mají další 3 (DNMT4, DNMT5, DNMT6). DNMT1 obsahuje replikační sekvence RFTS a domény CXXC, které katalyzují napojování 5mC. RFTS navádí DNMT1 na místa replikace DNA za spolupůsobení 5mC na dceřiných vláknech DNA, zatímco CXXC obsahuje zinkový prst, zajišťující de novo methylaci DNA. DNMT1 je nejrozšířenější DNA methyltransferázou ve všech lidských tkáních.
De novo methylaci zprostředkovávají hlavně DNMT3A a DNMT3B, za udržování 5mC značek při replikaci je zodpovědná DNMT1. DNMT mohou interagovat mezi sebou a tím navyšovat kapacitu methylace; například 2 DNMT3L mohou vytvořit komplex se dvěma DNMT3A, čímž se zlepší interakce s DNA, což urychlí methylaci.
Změny exprese DNMT vyvolávají odchylky v průběhu methylace. Nadměrná exprese způsobuje zvýšenou míru methylace, zatímco narušení funkce enzymu ji snižuje.

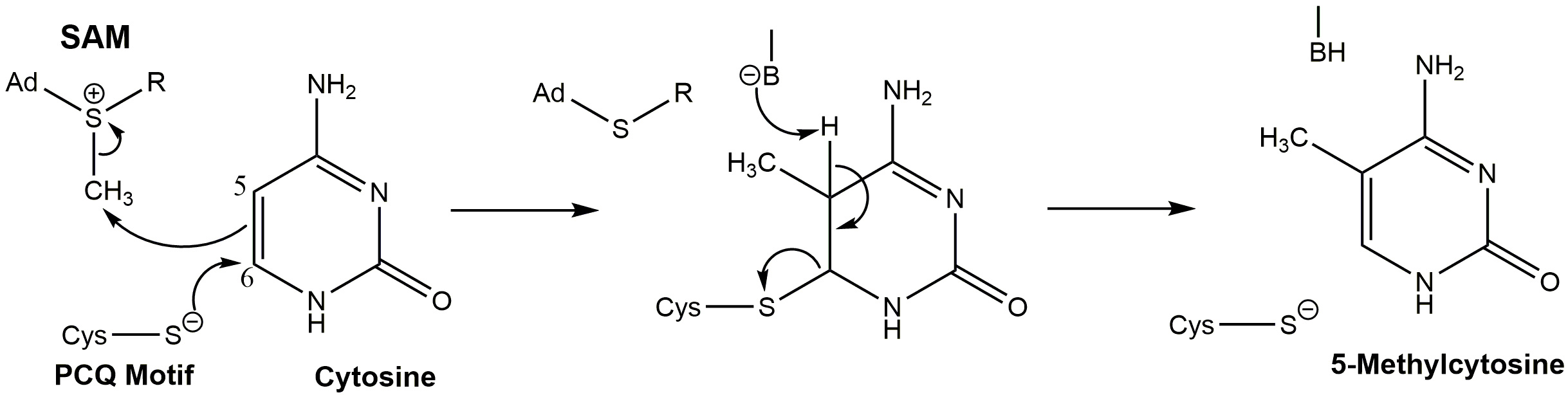
Navázání methylové skupiny na cytosin

Mechanismus methylace cytosinu začíná nukleofilním atakem cysteinového zbytku umístěného na PCQ motivu DNMT na uhlíku, který má být methylován. Následně S-adenosylmethionin poskytne methylovou skupinu a ta se naváže na uhlík v poloze 5. Zásaditá skupina v enzymu DNMT deprotonuje tento uhlík, čímž se odstraní přebývající atom vodíku a obnoví dvojná vazba mezi uhlíky 5 a 6, čímž vznikne 5-methylcytosin.

## Demethylace
Po methylaci cytosinu na 5mC může opačný proces proběhnout několika způsoby. Pasivní demethylace DNA demethylation probíhá průběžně během replikace v důsledku absence údržby zprostředkované DNMT. Při aktivní demethylatci proběhne posloupnost oxidačních reakcí, jejímiž výsledky jsou postupně 5-hydroxymethylcytosin (5hmC), 5-formylcytosin (5fC), a 5-karboxylcytosin (5caC), přičemž poslední dvě uvedené molekuly jsou sestřiženy působením thymin-DNA glykosylázy (TDG), po které následuje opravná reakce za vzniku cytosinu. TDG vytváří dvojnásobný nárůst množství 5fC, aniž by došlo ke statisticky postřehnutelným změnám koncentrace 5hmC, což naznačuje, že 5mC se průběžně oxiduje nejméně dvakrát než dojde k úplné demethylaci.
Oxidaci zajišťují dioxygenázy ze skupiny TET, které mohou přeměnit 5mC, 5hmC, a 5fC na odpovídající oxidované molekuly; nejvyšší afinitu má ale enzym k 5mC a počáteční rychlostní konstanta přeměny 5hmC a 5fC pomocí TET2 je 4,9-7,6krát nižší.
TET potřebují železnatý kation jako kofaktor, a kyslík a α-ketoglutarát (α-KG) jako substráty; druhý uvedený substrát se tvoří z isocitrátu za katalýzy isocitrátdehydrogenázou (IDH).
Nádorové buňky vyrábějí 2-hydroxyglutarát (2HG), který do těchto procesů vstupuje podobně jako α-KG, čímž kompetitivní inhibicí snižují aktivitu TET, a tak omezují přeměnu 5mC na 5hmC.

## Působení u lidí

### V nádorových buňkách
V nádorových buňkách může být míra methylace DNA buď příliš vysoká (hypermethylace), nebo příliš nízká (hypomethylace). CpG ostrůvky jsou de novo methylovány, což vede k nevhodné deaktivaci genů obvykle spojených s tlumením růstu nádorů.
V nádorových tkáních jsou oproti zdravým vyšší koncentrace methyltransferáz DNMT1, DNMT3A, a především DNMT3B, přičemž se všechny podílejí na zvýšených hladinách 5mC. Opakující se sekvence genomu jsou zde často hypomethylované, takže dochází k expresi jinak potlačovaných genů; intenzita této odchylky často odpovídá postupu nádoru. Předpokládá se, že existuje spojení mezi hypermethylací a hypomethylací; nadměrná aktivita methyltransferáz vytvářející nadměrná množství de novo 5mC jsou vyrovnávána demethylacemi, odstranění methylových skupin je ale neúčinné, což vede k rozšíření hypomethylace po celém genomu; může nastat i opačný stav, kdy nadměrná exprese hypomethylace vyvolává hypermethylaci v rámci celého genomu. Cisplatina reaguje s 5mC.